# Le Ravin sans fond
Pour plus de détails, voir Fiche technique et Distribution.
Le Ravin sans fond est un film muet français réalisé par Raymond Bernard et Jacques Feyder, sorti en 1917.

## Synopsis
Le comte Arthur du Hardel est balancé dans un ravin sans fond, afin d'hériter de sa fortune. Il réapparait six mois plus tard pour punir les coupables.

## Fiche technique
- Titre : Le Ravin sans fond
- Réalisation : Raymond Bernard, Jacques Feyder
- Scénario : Tristan Bernard
- Société de production : Gaumont
- Pays de production :  France
- Format : Noir et blanc - Muet - 1,33:1 - 35 mm
- Genre : Comédie
- Durée : 60 minutes
- Date de sortie : 
  - France : 3 octobre 1917

## Distribution
- Yvonne Garat
- Georges Tréville : Comte Arthur du Hardel
- Jeanne Dyris
- André Decaye
- Georgette Lezay
- Harry Perrin
- Vilnay